# Кемпа (Седлецький повіт)
Кемпа (пол. Kępa) — село в Польщі, у гміні Котунь Седлецького повіту Мазовецького воєводства.
Населення — 237 осіб (2011).
У 1975-1998 роках село належало до Седлецького воєводства.

## Демографія
Демографічна структура станом на 31 березня 2011 року:
|          | Загалом | Допрацездатний вік | Працездатний вік | Постпрацездатний вік |
| -------- | ------- | ------------------ | ---------------- | -------------------- |
| Чоловіки | 115     | 28                 | 74               | 13                   |
| Жінки    | 122     | 31                 | 73               | 18                   |
| Разом    | 237     | 59                 | 147              | 31                   |